# Júlio Baptista
Júlio Baptista (* 1. říjen 1981 São Paulo) je bývalý profesionální brazilský ofenzivní fotbalista, který hrál na pozici útočníka či záložníka. V letech 2001 až 2010 nastupoval za reprezentaci Brazílie.

## Klubová kariéra

### Sevilla
Baptista začínal s fotbalem v São Paulu, odkud v roce 2003 zamířil do Sevilly. Ve své první sezóně v dresu Sevilly vstřelil za 30 ligových zápasů 20 branek. Ve 33. kole v domácím zápase s Racingem Santander se čtyřmi brankami podílel na výhře 5:2.
V závěrečném 38. kole sezóny se jako jediný gólově prosadil v domácím zápase s Osasunou Pamplona, a to po přihrávce Daniho Alvese.
Sevilla získala sedmou příčku a po 9 letech si zajistila evropské poháry, v tomto případě Pohár UEFA.
V další sezóně 2004/05 odehrál v lize 33 zápasů a vstřelil 18 branek. V Poháru UEFA tým došel do osmifinále, kde vypadl s italskou Parmou. Baptista nastoupil celkově do 8 zápasů a dal 5 gólů.

### Real Madrid
V červenci 2005 přestoupil do Realu Madrid, se kterým podepsal smlouvu na 5 let. Real zaplatil Seville přibližně 14 až 17 milionů liber (20 až 25 milionů eur).
Za Real odehrál sezónu 2005/06, ve které nastoupil do 32 ligových utkání, přičemž vstřelil 8 gólů. V Lize mistrů se ale gólově neprosadil.

## Reprezentační kariéra
Baptista se účastnil jihoamerického mistrovství Copa América 2004, byť byl většinu turnaje pouze na lavičce náhradníků, zasáhl však do semifinálového utkání s Uruguayí. Brazílie Copu Américu vyhrála, když ve finále porazila Argentinu.
Roku 2007 se znovu zúčastnil jihoamerické Copy América, kterou rovněž opanovala Brazílie. Baptista se gólově prosadil ve čtvrtfinále (s Chile), v semifinále (s Uruguayí) a i ve finále proti Argentině, kde dal první gól zápasu.